# Premi Oscar 1980
La 52ª edizione dei premi Oscar si è tenuta il 14 aprile 1980 a Los Angeles, al Dorothy Chandler Pavilion, condotta dal noto presentatore americano Johnny Carson.
Il film più premiato è stato Kramer contro Kramer, con 5 statuette vinte su un totale di 9 candidatura, compresi i premi al miglior regista e al miglior film.

## Vincitori e candidati
Vengono di seguito indicati in grassetto i vincitori. Ove ricorrente e disponibile, viene indicato il titolo in lingua italiana e quello in lingua originale tra parentesi.

### Miglior film
- Kramer contro Kramer (Kramer vs. Kramer), regia di Robert Benton
- All That Jazz - Lo spettacolo comincia (All That Jazz), regia di Bob Fosse
- Apocalypse Now, regia di Francis Ford Coppola
- All American Boys (Breaking Away), regia di Peter Yates
- Norma Rae, regia di Martin Ritt

### Miglior regista
- Robert Benton - Kramer contro Kramer (Kramer vs. Kramer)
- Bob Fosse - All That Jazz - Lo spettacolo comincia (All That Jazz)
- Francis Ford Coppola - Apocalypse Now
- Peter Yates - All American Boys (Breaking Away)
- Édouard Molinaro - Il vizietto (La Cage aux Folles)

### Miglior attore
- Dustin Hoffman - Kramer contro Kramer (Kramer vs. Kramer)
- Jack Lemmon - Sindrome cinese (The China Syndrome)
- Al Pacino - ...e giustizia per tutti (...And Justice for All)
- Roy Scheider - All That Jazz - Lo spettacolo comincia (All That Jazz)
- Peter Sellers - Oltre il giardino (Being There)

### Miglior attrice
- Sally Field - Norma Rae
- Jill Clayburgh - E ora: punto e a capo (Starting Over)
- Jane Fonda - Sindrome cinese (The China Syndrome)
- Marsha Mason - Capitolo secondo (Chapter Two)
- Bette Midler - The Rose

### Miglior attore non protagonista
- Melvyn Douglas - Oltre il giardino (Being There)
- Robert Duvall - Apocalypse Now
- Frederic Forrest - The Rose
- Justin Henry - Kramer contro Kramer (Kramer vs. Kramer)
- Mickey Rooney - Black Stallion (The Black Stallion)

### Miglior attrice non protagonista
- Meryl Streep - Kramer contro Kramer (Kramer vs. Kramer)
- Jane Alexander - Kramer contro Kramer (Kramer vs. Kramer)
- Barbara Barrie - All American Boys (Breaking Away)
- Candice Bergen - E ora: punto e a capo (Starting Over)
- Mariel Hemingway - Manhattan

### Miglior sceneggiatura non originale
- Robert Benton - Kramer contro Kramer (Kramer vs. Kramer)
- Francis Veber, Édouard Molinaro, Marcello Danon e Jean Poiret - Il vizietto (La Cage aux Folles)
- Allan Burns - Una piccola storia d'amore (A Little Romance)
- Irving Ravetch e Harriet Frank Jr. - Norma Rae
- John Milius e Francis Ford Coppola - Apocalypse Now

### Miglior sceneggiatura originale
- Steve Tesich - All American Boys (Breaking Away)
- Valerie Curtin e Barry Levinson - ...e giustizia per tutti (...And Justice for All)
- Mike Gray, T.S. Cook e James Bridges - Sindrome cinese (The China Syndrome)
- Robert Alan Aurthur e Bob Fosse - All That Jazz - Lo spettacolo comincia (All That Jazz)
- Woody Allen e Marshall Brickman - Manhattan

### Miglior film in lingua straniera
- Il tamburo di latta (Die Blechtrommel), regia di Volker Schlöndorff (Repubblica Federale Tedesca)
- Mamà compie 100 anni (Mamá cumple cien años), regia di Carlos Saura (Spagna)
- Le signorine di Wilko (Panny z Wilka), regia di Andrzej Wajda (Polonia)
- Una donna semplice (Une histoire simple), regia di Claude Sautet (Francia)
- Dimenticare Venezia, regia di Franco Brusati (Italia)

### Miglior fotografia
- Vittorio Storaro - Apocalypse Now
- Giuseppe Rotunno - All That Jazz - Lo spettacolo comincia (All That Jazz)
- Frank V. Phillips - The Black Hole - Il buco nero (The Black Hole)
- Néstor Almendros - Kramer contro Kramer (Kramer vs. Kramer)
- William Ashman Fraker - 1941 - Allarme a Hollywood (1941)

### Miglior scenografia
- Philip Rosenberg, Tony Walton, Gary Brink ed Edward Stewart - All That Jazz - Lo spettacolo comincia (All That Jazz)
- Michael Seymour, Les Dilley, Roger Christian e Ian Whittaker - Alien
- Harold Michelson, Joe Jennings, Leon Harris, John Vallone e Linda DeScenna - Star Trek (Star Trek - The Motion Picture)
- Dean Tavoularis, Angelo Graham e George R. Nelson - Apocalypse Now
- George Jenkins e Arthur Jeph Parker - Sindrome cinese (The China Syndrome)

### Migliori costumi
- Albert Wolsky - All That Jazz - Lo spettacolo comincia (All That Jazz)
- William Ware Theiss - Il ritorno di Butch Cassidy & Kid (Butch and Sundance: The Early Days)
- Shirley Russell - Il segreto di Agatha Christie (Agatha)
- Judy Moorcroft - Gli europei (The Europeans)
- Piero Tosi e Ambra Danon - Il vizietto (La Cage aux Folles)

### Migliori effetti speciali
- H.R. Giger, Carlo Rambaldi, Brian Johnson, Nick Allder e Denys Ayling - Alien
- Peter Ellenshaw, Art Cruickshank, Eustace Lycett, Danny Lee, Harrison Ellenshaw e Joe Hale - The Black Hole - Il buco nero (The Black Hole)
- Derek Meddings, Paul Wilson e John Evans - Moonraker - Operazione spazio (Moonraker)
- William A. Fraker, A. D. Flowers e Gregory Jein - 1941 - Allarme a Hollywood (1941)
- Douglas Trumbull, John Dykstra, Richard Yuricich, Robert Swarthe, David K. Stewart[1] e Grant McCune - Star Trek (Star Trek - The Motion Picture)

### Miglior montaggio
- Alan Heim - All That Jazz - Lo spettacolo comincia (All That Jazz)
- Richard Marks, Walter Murch, Gerald B. Greenberg e Lisa Fruchtman - Apocalypse Now
- Robert Dalva - Black Stallion (The Black Stallion)
- Jerry Greenberg - Kramer contro Kramer (Kramer vs. Kramer)
- Robert L. Wolfe e C. Timothy O'Meara - The Rose

### Miglior sonoro
- Walter Murch, Mark Berger, Richard Beggs e Nat Boxer - Apocalypse Now
- Arthur Piantadosi, Les Fresholtz, Michael Minkler e Al Overton - Il cavaliere elettrico (The Electric Horseman)
- William McCaughey, Aaron Rochin, Michael J. Kohut e Jack Solomon - Meteor
- Robert Knudson, Robert J. Glass, Don MacDougall e Gene S. Cantamessa - 1941 - Allarme a Hollywood (1941)
- Theodore Soderberg, Douglas Williams, Paul Wells e Jim Webb - The Rose

### Miglior colonna sonora
- Adattamento con canzoni originali
  - Ralph Burns - All That Jazz - Lo spettacolo comincia (All That Jazz)
  - Patrick Williams - All American Boys (Breaking Away)
  - Paul Williams e Kenny Ascher - Ecco il film dei Muppet (The Muppet Movie)

- Originale
  - Georges Delerue - Una piccola storia d'amore (A Little Romance)
  - Lalo Schifrin - Amityville Horror (The Amityville Horror)
  - Dave Grusin - Il campione (The Champ)
  - Jerry Goldsmith - Star Trek (Star Trek - The Motion Picture)
  - Henry Mancini - 10

### Miglior canzone originale
- It Goes Like It Goes, musica di David Shire, testo di Norman Gimbel - Norma Rae
- I'll Never Say Goodbye, musica di David Shire, testo di Alan Bergman e Marilyn Bergman - The Promise
- It's Easy to Say, musica di Henry Mancini, testo di Robert Wells - 10
- Through the Eyes of Love, musica di Marvin Hamlisch, testo di Carole Bayer Sager - Castelli di ghiaccio (Ice Castles)
- The Rainbow Connection, musica e testo di Paul Williams e Kenny Ascher - Ecco il film dei Muppet (The Muppet Movie)

### Miglior documentario
- Best Boy, regia di Ira Wohl
- Generation on the Wind, regia di David A. Vassar
- Going the Distance, regia di Paul Cowan
- The Killing Ground, regia di Steve Singer e Tom Priestley
- The War at Home, regia di Glenn Silber e Barry Alexander Brown

### Miglior cortometraggio
- Board and Care, regia di Ron Ellis
- Bravery in the Field, regia di Giles Walker
- Oh Brother, My Brother, regia di Carol Lowell
- The Solar Film, regia di Elaine Bass e Saul Bass
- Solly's Diner, regia di Larry Hankin

### Miglior cortometraggio documentario
- Paul Robeson: Tribute to an Artist, regia di Saul J. Turell
- Dae, regia di Risto Teofilovski
- Koryo Celadon, regia di Donald A. Connolly
- Nails, regia di Phillip Borsos
- Remember Me, regia di Dick Young

### Miglior cortometraggio d'animazione
- Every Child, regia di Eugene Fedorenko
- Dream Doll, regia di Bob Godfrey
- It's So Nice to Have a Wolf Around the House, regia di Paul Fierlinger

## Premi speciali

### Premio Special Achievement
- Alan Splet - Black Stallion - montaggio sonoro

### Oscar onorario
- Alec Guinness
- Hal Elias

### Premio umanitario Jean Hersholt
- Robert Benjamin

### Premio alla memoria Irving G. Thalberg
- Ray Stark